# كاستري دي ليتشي
كاستري دي ليتشي (بالإيطالية: Castri di Lecce)‏ هي بلدة وبلدية في مقاطعة ليتشي في إقليم بوليا في جنوب إيطاليا.

## السكان
في سنة 1861 بلغ عدد السكان 927 نسمة، وتطور العدد ليصل في سنة 2011 لـ 2٬975 نسمة.
يظهر هذا المخطط البياني تطور النمو السكاني لـ كاستري دي ليتشي